# 4178 Mimeev
4178 Mimeev è un asteroide della fascia principale. Scoperto nel 1988, presenta un'orbita caratterizzata da un semiasse maggiore pari a 3,1846592 UA e da un'eccentricità di 0,1749260, inclinata di 1,03753° rispetto all'eclittica.